# Marfik
Marfik (auch „Marsik“) ist der Eigenname des Sterns Lambda Ophiuchi (λ Ophiuchi) im Sternbild Schlangenträger. Marfik gehört der Spektralklasse A2V an und besitzt eine scheinbare Helligkeit von +3,82 mag. Seine Entfernung beträgt etwa 166 Lichtjahre.